# Junes Callaert
Junes Callaert (18 augustus 2006) is een Belgisch acteur en danser. Hij werd bekend door zijn deelname aan de musical Unidamu.
In 2021 maakte hij vlogs over de Ros Beiaardommegang in Dendermonde.

## Filmografie
- 2018 - Dierendetectives, samen met Zita Wauters
- 2021 - 3 Hz - Felix[5]
- 2023 - wtFOCK: ADA en wtFOCK: ANAÏS - Noah

## Musicals
- 2017 - Unidamu - Max[6]
- 2018 - '40-'45 - Tuur
- 2019 - Aladdin
- 2020 - Pocahontas[7]